# Eliza Humphreys
Eliza Margaret Humphreys, född Gollan 14 juni 1850, död 1 januari 1938, var en brittisk författare.
Eliza Humphreys började sitt författarskap som 20-årig och utgav under pseudonymen Rita ett 60-tal romaner och novellsamlingar, skådespel och essäböcker, vanligen med erotiska motiv, hämtade från engelska societetskretsar. Humphreys arbeten vann stor popularitet även utomlands. Flera av hennes böcker är översatta till svenska. Självbiografin Recollections of a literary life utgavs 1936 med förord av Philip Gibbs.